# Municipio de Cedar (condado de Carroll)
El municipio de Cedar (en inglés: Cedar Township) es un municipio ubicado en el condado de Carroll en el estado estadounidense de Arkansas. En el año 2010 tenía una población de 3575 habitantes y una densidad poblacional de 28,42 personas por km².

## Geografía
El municipio de Cedar se encuentra ubicado en las coordenadas 36°24′15″N 93°47′4″O / 36.40417, -93.78444. Según la Oficina del Censo de los Estados Unidos, el municipio tiene una superficie total de 125.8 km², de la cual 117,36 km² corresponden a tierra firme y (6,71 %) 8,44 km² es agua.

## Demografía
Según el censo de 2010, había 3575 personas residiendo en el municipio de Cedar. La densidad de población era de 28,42 hab./km². De los 3575 habitantes, el municipio de Cedar estaba compuesto por el 93,03 % blancos, el 0,39 % eran afroamericanos, el 1,31 % eran amerindios, el 0,39 % eran asiáticos, el 1,96 % eran de otras razas y el 2,91 % eran de una mezcla de razas. Del total de la población el 3,47 % eran hispanos o latinos de cualquier raza.